# Lola Montes (pel·lícula)
Lola Montes és una pel·lícula històrica espanyola del 1944 dirigida per Antonio Fernández-Román i protagonitzada per Conchita Montenegro, Luis Prendes i Jesús Tordesillas. Retrata la vida de la ballarina i cortesana irlandesa Lola Montez.

## Sinopsi
L'ambiciosa ballarina irlandesa Lola Montes rebutja l'amor del capità de la guàrdia reial espanyola Carlos Benjumea per a aconseguir l'èxit a Europa. D'aquesta manera acaba convertint-se en l'amant del rei de Baviera i excitant els ànims revolucionaris dels estudiants de Múnic, dels quals s'aprofita per als seus sinistres propòsits l'intrigant Walter.

## Repartiment
- Conchita Montenegro - Lola Montez
- Luis Prendes - Carlos Benjumea
- Jesús Tordesillas - Lluís I de Baviera
- Mariano Alcón
- Joaquín Burgos
- Antonio Calero - Pepe Montes
- Ricardo Calvo
- Manuel de Juan
- Julio Rey de las Heras
- Miguel del Castillo
- Ramón Elías
- Félix Fernández
- César Guzmán
- Manuel Kayser
- Luis Latorre
- Guillermo Marín - Walter
- Carlos Muñoz
- Nicolás D. Perchicot
- José Portes
- Manuel Requena
- Santiago Rivero
- Rosario Royo
- Emilio Ruiz de Córdoba
- José María Rupert
- Sergio Santos
- Pablo Álvarez Rubio

## Producció
La idea del guió va sorgir el 1937 quan Goebbels i Hitler proposaren rodar-la a Florián Rey, protagonitzada per Imperio Argentina i amb una significació polític marcada. El projecte fou reprès el 1944 per Antonio Román, que li va donar una significació política més ambigua. La seva protagonista, Conchita Montenegro, fou una de les primeres actrius espanyoles en triomfar a Hollywood, però poc després d'estrenar la pel·lícula es va casar amb el diplomàtic Ricardo Giménez-Arnau i es va retirar dels escenaris.

## Premis
El 6 de juliol de 1944 la pel·lícula va aconseguir un premi econòmic de 100.000 ptes, als premis del Sindicat Nacional de l'Espectacle de 1944.